# ميخائيل باتيسون
ميخائيل باتيسون (بالإنجليزية: Michael Pattinson)‏ هو مخرج أسترالي، ولد في 1957 في ملبورن في أستراليا.

## وصلات خارجية
- ميخائيل باتيسون على موقع IMDb (الإنجليزية)
- ميخائيل باتيسون على موقع ألو سيني (الفرنسية)
- ميخائيل باتيسون على موقع أول موفي (الإنجليزية)
- ميخائيل باتيسون على موقع قاعدة بيانات الأفلام السويدية (السويدية)
- ميخائيل باتيسون على موقع قاعدة بيانات الفيلم (الإنجليزية)
- ميخائيل باتيسون على موقع كينوبويسك (الروسية)